# 王廷鉞
王廷鉞（？—？），江西金坛人，明朝政治人物。贡生出身。
万历四十一年（1613年），擔任明朝廣州府新安縣知縣。后由陶學修接任。